# Hans Reiter (Verwaltungsjurist)
Hans J. Reiter (* 12. November 1960 in Bern) ist ein deutscher politischer Beamter. Er ist seit 2021 als Ministerialdirektor der Amtschef im Ministerium für Wissenschaft, Forschung und Kunst Baden-Württemberg.

## Leben
Reiter legte sein Abitur in Saarbrücken ab. Anschließend studierte er von 1979 bis 1984 Rechtswissenschaften an der Universität Mannheim, wo er nach Erster und Zweiter Juristischer Staatsprüfung im Jahr 1991 promovierte. Von 1992 bis 1996 arbeitete er als Referent und zuletzt als stellvertretender Referatsleiter im Wissenschaftsministerium Baden-Württemberg. Anschließend war er als wissenschaftlicher Mitarbeiter der Enquete-Kommission Rundfunkneuordnung des Landtags von Baden-Württemberg und von 1997 bis 2007 (ab 2000 als Referatsleiter) im Staatsministerium Baden-Württemberg in den Bereichen Rundfunk, Medien und Film tätig. Daraufhin kehrte er ins Wissenschaftsministerium zurück und leitete dort zunächst das Referat Studierendenwerke und BAföG und später das Referat Hochschulen für angewandte Wissenschaften. Von März 2017 bis Juli 2021 war er Leiter der für Finanzen, Personal, Bau, IT und Organisation zuständigen Abteilung 1 im Wissenschaftsministerium.
Seit 6. Juli 2021 ist Reiter als Nachfolger von Ulrich Steinbach Ministerialdirektor und Amtschef im Ministerium für Wissenschaft, Forschung und Kunst Baden-Württemberg.